# Штрихуватість (мінералогія)

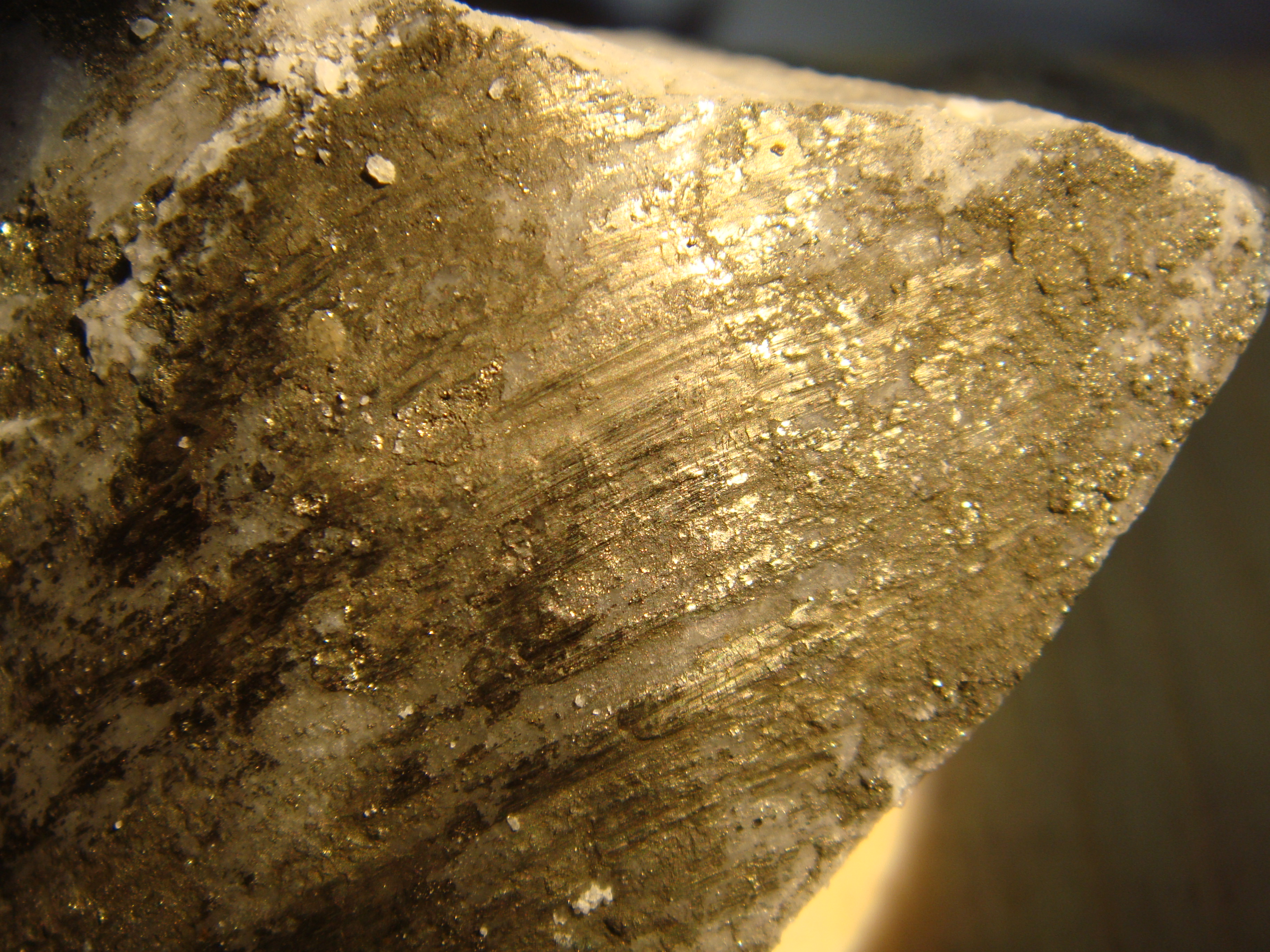
Штрихуватість на гранях кристалу піриту.

Штрихуватість кристалів (рос. штриховатость кристаллов, англ. striation of faces, нім. Kantenschraffierung f) – паралельні штрихи (борозни) на гранях деяких кристалів. Може бути пов’язана з чергуванням раціональних і віцинальних граней або з наявністю полісинтетичних двійників. Іноді є наслідком спайності кристалів. 